# آلفونس اگلی
آلفونس اگلی (آلمانی: Alphons Egli) (زاده ۸ اکتبر ۱۹۲۴ – درگذشته ۵ اوت ۲۰۱۶) سیاست‌مدار سوئیسی و از اعضای شورای فدرال سوئیس بود.
آلفونس اگلی در ۵ اوت ۲۰۱۶، در سن ۹۱ سالگی درگذشت.